# Saco dos Limões
Saco dos Limoes är ett samhälle i Brasilien.   Det ligger i kommunen Florianópolis och delstaten Santa Catarina, i den södra delen av landet, 1 300 km söder om huvudstaden Brasília. Saco dos Limoes ligger 20 meter över havet och antalet invånare är 14 000. Det ligger på ön Ilha de Santa Catarina.
Terrängen runt Saco dos Limoes är kuperad åt nordost, men västerut är den platt. Havet är nära Saco dos Limoes åt nordväst. Trakten är tätbefolkad. Närmaste större samhälle är Florianópolis, 1,9 km nordväst om Saco dos Limoes. 
I omgivningarna runt Saco dos Limoes växer i huvudsak städsegrön lövskog.